# Hanane
Hanane (en arabe : حنان) est un prénom féminin d'origine arabe, qui désigne étymologiquement l'affection, l'amour et la tendresse propre à l'épouse ou à la mère.
La Sainte Hanane est fêtée par convention le 19 janvier.
Il existe également une transcription anglo-saxonne sans e à la fin, sous la forme Hanan.

## Personnes portant ce prénom
- Hanane Aït El Haj (1994-), footballeuse internationale marocaine
- Hanane Al-Barassi (1974-2020), avocate libyienne
- Hanane Atif (1990-), escrimeuse marocaine
- Hanane El Fadili (1974-), actrice marocaine
- Hanane Fadissi, judokate marocaine
- Hanane Karimi (1977-), docteure en sociologie française
- Hanane Kerroumi (1983-), judokate marocaine
- Hanane Lafif (1987-), rappeuse marocaine
- Hanane Laggoune (2001-), escrimeuse algérienne
- Hanane Ouhaddou (1982-), athlète marocaine
- Hanane Rahhab, femme politique marocaine
- Hanane Sabri-Baala (1975-), athlète française